# Bruneis flag
Bruneis flag blev taget i brug 29. september 1959, da landet var et britisk protektorat og blev beholdt, da landet fik sin uafhængighed 1. januar 1984. Flaget har Bruneis nationalvåben i centrum, på en gul baggrund med to diagonale striber (en hvid og en sort).